# Pacificazione di Mokotów

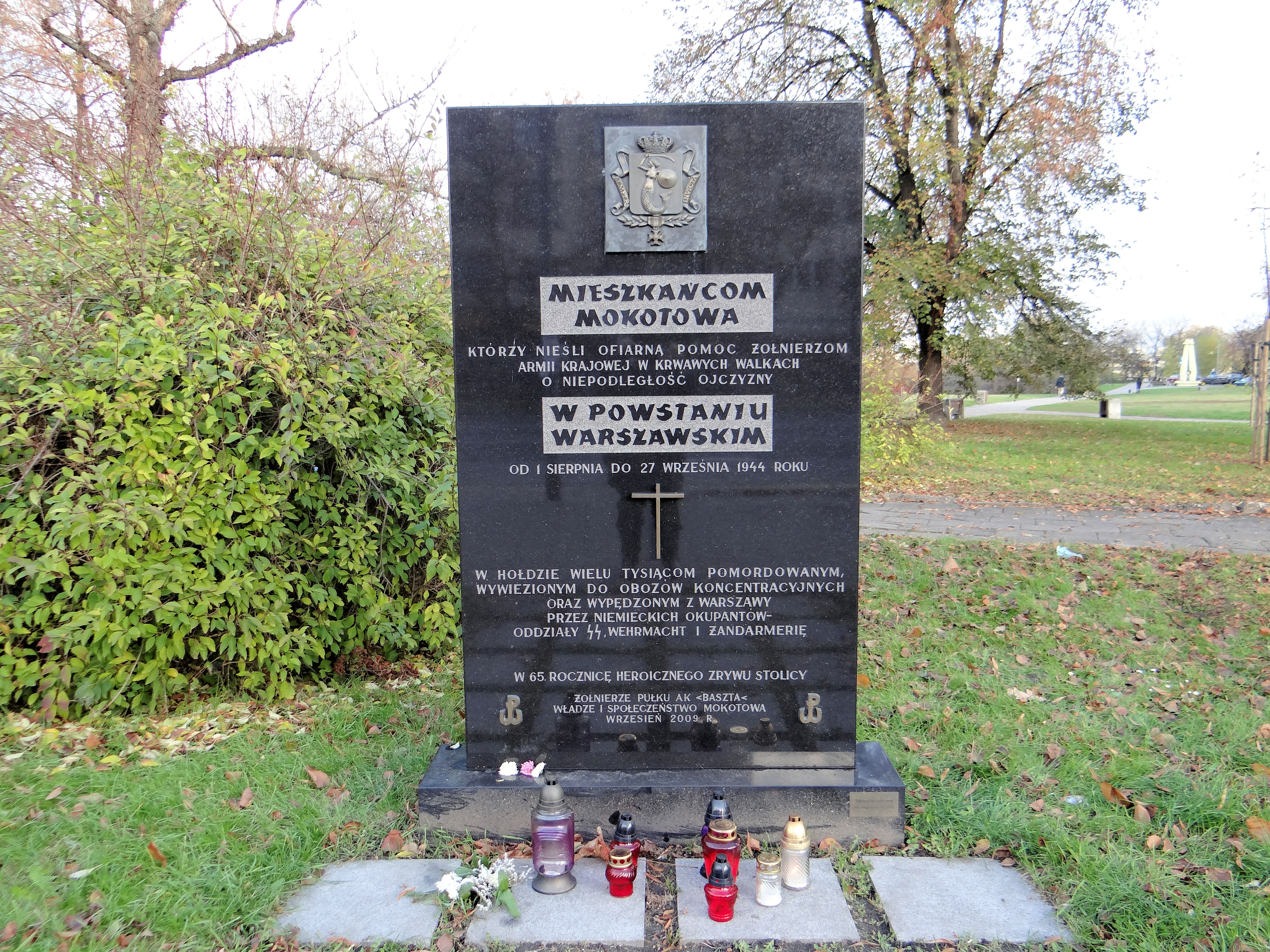
Lapide commemorativa dei civili di Mokotów, uccisi oppure espulsi durante la rivolta di Varsavia

La Pacificazione di Mokotów fu un’ondata di omicidi di massa, saccheggi, incendi dolosi e stupri, che colpì Mokotów, un quartiere di Varsavia, durante la rivolta del 1944. Gli atti di violenza contro i prigionieri di guerra e i civili del quartiere vennero commessi dai tedeschi fino alla capitolazione di Mokotów il 27 settembre 1944, sebbene fossero stati più intensi nei primi giorni della rivolta.

## Crimini tedeschi del primo giorno della rivolta
Il 1º agosto 1944 alle 17:00 i soldati dell'Armia Krajowa ("Esercito Nazionale") attaccarono i centri tedeschi di tutti i quartieri della Varsavia occupata. I reparti del V Distretto dell'AK "Mokotów" (pol.: "Obwód V AK "Mokotów") subirono gravi perdite durante il fallito assalto alle posizioni tedesche, molto rinforzate, in via Rakowiecka e via Puławska. Gli insorti non furono in grado di conquistare neppure altri obiettivi, tra cui le caserme insediate nelle scuole di via Kazimierzowska e via Woronicza, il Forte Mokotów e l’ippodromo di Służewiec (una frazione di Mokotów). A causa della sconfitta, alcuni reparti del V Distretto si ritirarono nel parco cittadino Las Kabacki. Cinque compagnie del reggimento "Baszta" sotto il comando del tenente colonnello Stanisław Kamiński ("Daniel") presidiarono invece i casamenti situati nel quadrilatero delle vie Odyńca-Goszczyńskiego-Puławska-Aleja Niepodległości. Nei giorni seguenti i rivoltosi riuscirono tuttavia ad allargare l'area controllata e a organizzare un forte centro di resistenza nella Mokotów Superiore (pol.: "Górny Mokotów").
Già la notte tra il 1° e il 2 agosto 1944 unità delle SS, polizia e Wehrmacht commisero a Mokotów numerosi crimini di guerra, con la fucilazione degli insorti catturati in spregio alle Convenzioni dell’Aia benché i soldati dell'AK avessero distintivi militari. Furono uccisi tra l’altro i soldati polacchi catturati durante l’attacco di via Rakowiecka e alcune decine dei prigionieri del battaglione "Karpaty" che aveva avuto come obiettivo l’ippodromo di Służewiec. I tedeschi fucilarono anche almeno diciannove rivoltosi del battaglione "Olza", catturati durante l’attacco al Forte Mokotów. I risultati dell’esumazione condotta nel 1945 confermarono che una parte delle vittime era stata sepolta viva.
Nella stessa notte ebbero luogo i primi assassinii di civili. Dopo aver respinto l’attacco polacco, i soldati della Luftwaffe, appartenenti alla squadra del Fliegerhorst-Kommandantur Warschau-Okecie (in italiano, "Comando dell’Aeroporto Militare Varsavia-Okęcie") spostarono quasi cinquecento civili nell’area del Forte Mokotów. I trasferimenti furono accompagnati da esecuzioni immediate. Molti abitanti delle vie Bachmacka, Baboszewska e Syryńska furono uccisi in tale occasione. I tedeschi radunarono nella cantina di una casa in via Racławicka 97 quattordici residenti per poi ucciderli con granate. L’uccisione dei prigionieri e dei civili fu ordinata dal generale Doerfler, capo della guarnigione di Okęcie.

## L'ordine di Hitler di distruggere Varsavia e la sua esecuzione in Mokotów
Informato dello scoppio della rivolta di Varsavia, Hitler diede al Reichsführer-SS Himmler e al generale Heinz Guderian, capo di stato maggiore del Comando Supremo dell’Esercito tedesco Heer (OKH), l'ordine verbale di radere al suolo Varsavia e uccidere tutti gli abitanti. Secondo la relazione dell’SS-Obergruppenführer Erich von dem Bach-Zelewski, nominato capo delle forze incaricate di soffocare la rivolta, l’ordine era più o meno il seguente: «Ogni cittadino deve essere ucciso, è vietato prendere prigionieri. Varsavia va resa a terra e in questo modo va dato un esempio terrificante a tutta l’Europa». Anche i capi della guarnigione tedesca a Varsavia ricevettero l’ordine di Hitler di devastare Varsavia. SS-Oberführer Paul Otto Geibel, comandante delle SS e polizia (SS- und Polizeiführer) nel distretto di Varsavia, testimoniò dopo la guerra che già il 1˚ agosto Himmler gli aveva detto al telefono: «Ne distrugga decine di migliaia». Successivamente il 2 agosto il generale Reiner Stahel, capo della guarnigione di Varsavia, ordinò ai subordinati reparti della Wehrmacht di uccidere tutti gli uomini considerati insorti reali o potenziali nonché di prendere in ostaggio i civili (donne e bambini inclusi).
In quel periodo Mokotów era presidiato da unità tedesche abbastanza forti: tra le altre, il 3º battaglione di scorta dei granatieri corazzati delle SS nella caserma in via Rakowiecka (SS-Stauferkaserne), le batterie dell’artiglieria antiaerea al parco Pole Mokotowskie, i reparti appiedati della Luftwaffe nel Forte Mokotów e nella caserma dell’artiglieria antiaerea in via Puławska (Flakkaserne), nonché il reparto di gendarmeria nell’edificio del comando distrettuale in via Dworkowa. Ciononostante, l'esecuzione dell’ordine di sterminio di Hitler non produsse in Mokotów risultati così tragici come nei quartieri di Wola, Ochota e Śródmieście Południowe (parte meridionale del quartiere centrale di Varsavia). Il quartiere era considerato una zona periferica e perciò i tedeschi a lungo non vi intervenirono intensamente. Tuttavia i reparti tedeschi, pur rimanendo passivi verso gli insorti, nondimeno commisero omicidi in massa nei confronti dei civili polacchi che si trovavano nel loro raggio di azione. Inoltre incendiarono le case, saccheggiarono e stuprarono le donne. I superstiti furono sfollati e mandati nel campo di transito di Pruszków, da dove molte persone vennero deportate nei campi di sterminio o spedite ai lavori forzati in Germania.

### Massacro della prigione di Mokotów

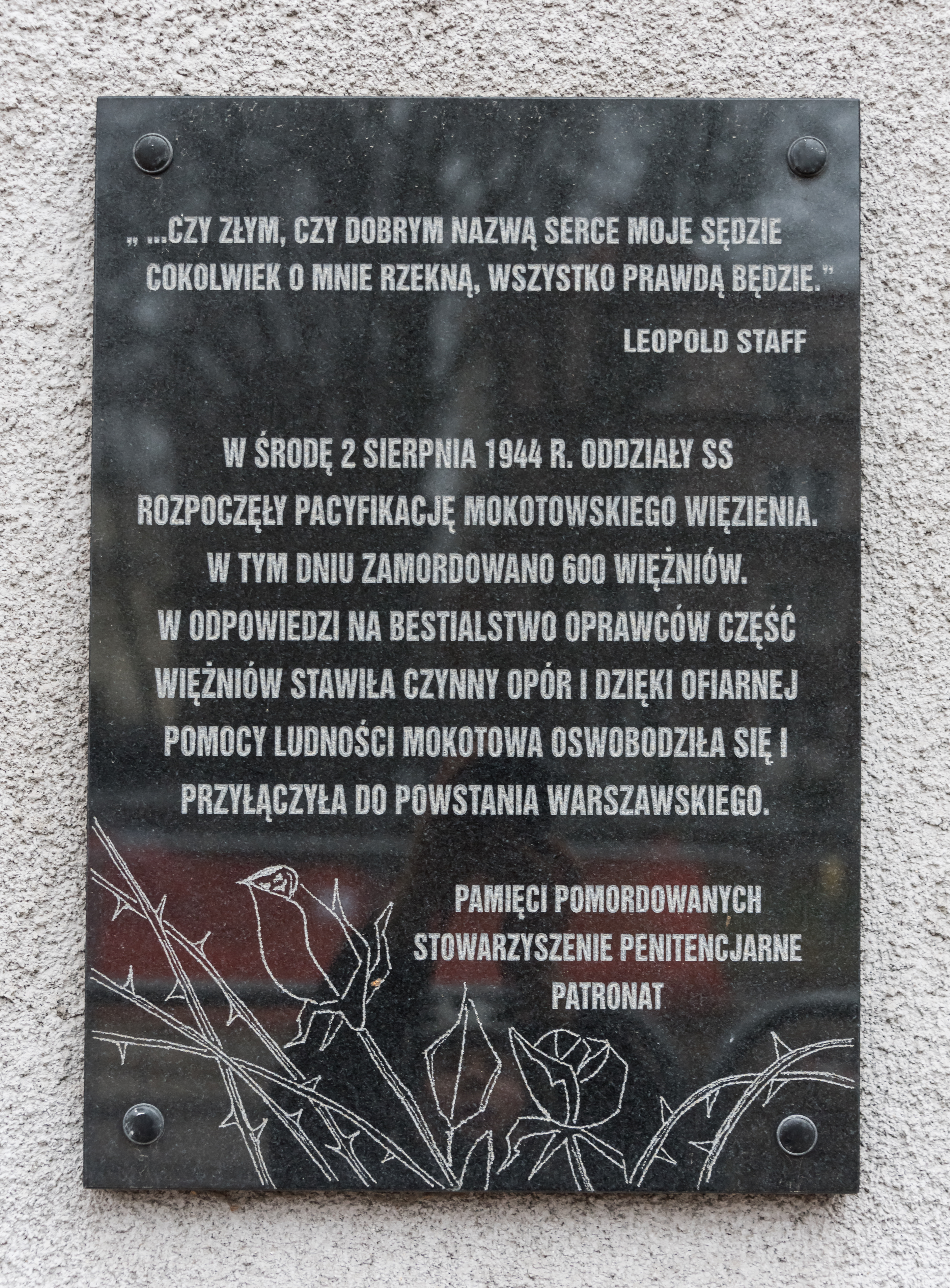
Lapide commemorativa alla parete della prigione di Mokotów

Nel momento in cui scoppiò la rivolta, nella prigione di Mokotów in via Rakowiecka 37 c’erano 794 detenuti, tra cui 41 minorenni. Il 1˚ agosto questo luogo venne attaccato dai soldati dell'AK, i quali riuscirono a entrare nel carcere e a occupare l’edificio di amministrazione, non essendo però in grado di raggiungere gli edifici penitenziari.
Il 2 agosto l’ispettore giudiziario Kirchner, che era il direttore della prigione, fu convocato nella caserma delle SS vicina, in via Rakowiecka 4. L’SS-Obersturmführer Martin Patz, comando del 3º battaglione di scorta dei granatieri corazzati delle SS, lo informò che il generale Reiner Stahel aveva ordinato l'esecuzione di tutti i carcerati. Questa decisione fu poi approvata dall’SS-Oberführer Geibel, che inoltre ordinò l'esecuzione delle guardie carcerarie polacche. Kirchner redasse allora un verbale di presa in consegna con il quale trasferì a Patz l'autorità su tutti i detenuti. Nel pomeriggio dello stesso giorno un reparto delle SS entrò nel carcere. Quasi 60 detenuti furono costretti a scavare tre fosse comuni nel cortile della prigione e in seguito furono fucilati con le mitragliatrici. Poi i tedeschi cominciarono a portare dalle celle i detenuti rimasti per ucciderli sulle fosse appena scavate. Durante l’esecuzione di massa, durata alcune ore, furono uccisi oltre seicento detenuti della prigione di Mokotów.
Il massacro che ebbe luogo nel cortile del carcere era ben visibile dalle finestre delle celle; i detenuti che vi assistevano capirono subito di essere condannati alla morte e perciò di non aver nulla da perdere. Quelli dai reparti numero 6 e 7, collocati al secondo piano, decisero perciò di fare un tentativo disperato e di attaccare i loro boia. Più tardi, col favore della notte e l'aiuto degli abitanti delle case circostanti, un numero di detenuti stimato tra i duecento e i trecento riuscì a spostarsi nella zona controllata dagli insorti.

### Massacro nel monastero gesuita in via Rakowiecka

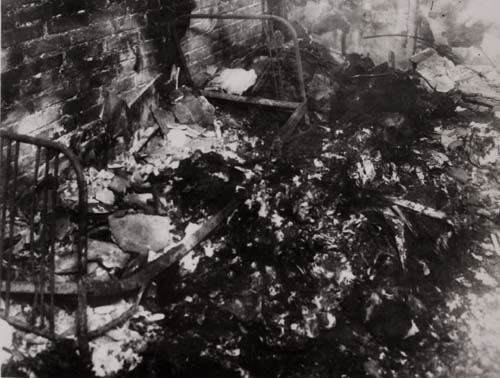
Monastero gesuita in Mokotów, luogo del massacro

Il primo giorno della rivolta, la Casa degli Scrittori della Compagnia di Gesù (in polacco: Dom Pisarzy Towarzystwa Jezusowego) in via Rakowiecka 61 non fu coinvolta dai combattimenti. Circa una dozzina di civili che non potevano tornare a casa a causa delle sparatorie trovarono rifugio nel monastero. La mattina del 2 agosto la Casa degli Scrittori fu bombardata dai cannoni dell'antiaerea tedesca del vicino parco Pole Mokotowskie, e poco dopo fu invasa da un reparto delle SS di circa venti persone probabilmente mandato sul posto dalla Stauferkaserne di zona. I militari delle SS accusarono le persone nascoste nel chiostro di aver sparato ai soldati tedeschi. Fatta una rapida perquisizione, durante la quale non si trovò nessuna prova per sostenere le accuse, i tedeschi portarono fuori il superiore del convento, padre Edward Kosibowicz, affermando che avrebbe dovuto dare ulteriori spiegazioni al comando. In realtà, fu ucciso con un colpo alla nuca nel parco Pole Mokotowskie.
In seguito i polacchi rimasti nel monastero furono accalcati in una piccola camera sotterranea in cui i tedeschi lanciarono un paio di granate. La metodica uccisione dei feriti durò molte ore. Oltre quaranta persone restarono vittime del massacro, tra cui otto preti e otto frati della Compagnia di Gesù. Le salme vennero cosparse di benzina e bruciate. Si salvarono quattordici persone (in gran parte ferite) che riuscirono a uscire dal mucchio dei cadaveri e a fuggire dal monastero.

### Uccisioni di civili

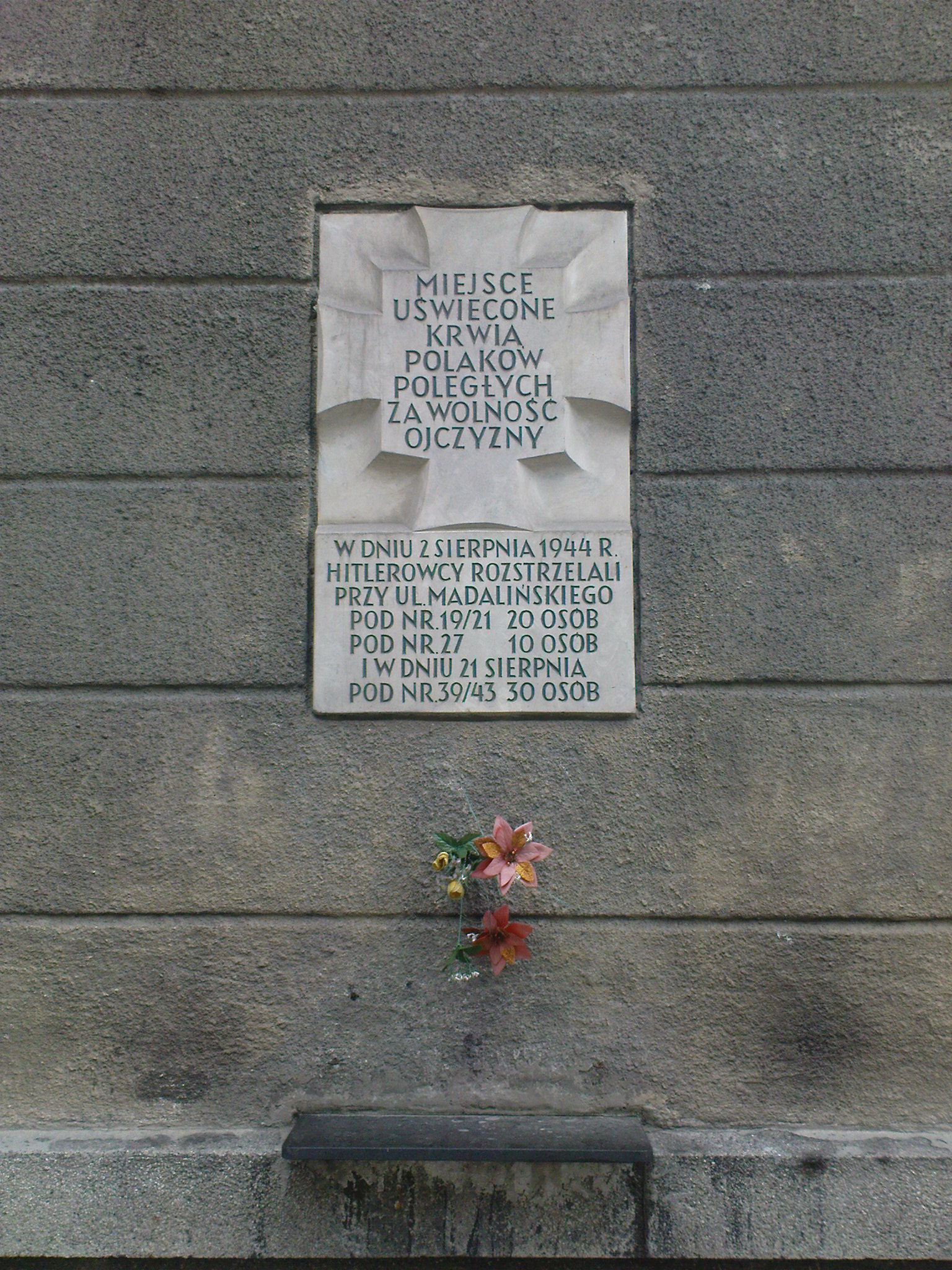
Lapide commemorativa agli abitanti di via Madalińskiego ammazzati

Nei primi giorni di agosto, i reparti tedeschi in Mokotów, sia le unità delle SS e della polizia sia la Wehrmacht, fecero ripetute incursioni per terrorizzare la popolazione civile. Queste operazioni di solito si accompagnarono a esecuzioni sommarie e incendi di case. Il 2 agosto i militari delle SS della caserma in via Rakowiecka si recarono in via Madalińskiego dove iniziarono a uccidere i civili. In tale occasione diverse dozzine di residenti delle case nn. 18, 20, 19/21, 22, 23 e 25 (in maggioranza uomini) furono fucilati. Anche sei residenti della casa in via Kazimierzowska 76 vennero uccisi, tra cui tre donne e un bambino lattante. Nella casa in via Madalińskiego 27 i tedeschi chiusero dieci uomini in una piccola falegnameria dove furono arsi vivi.

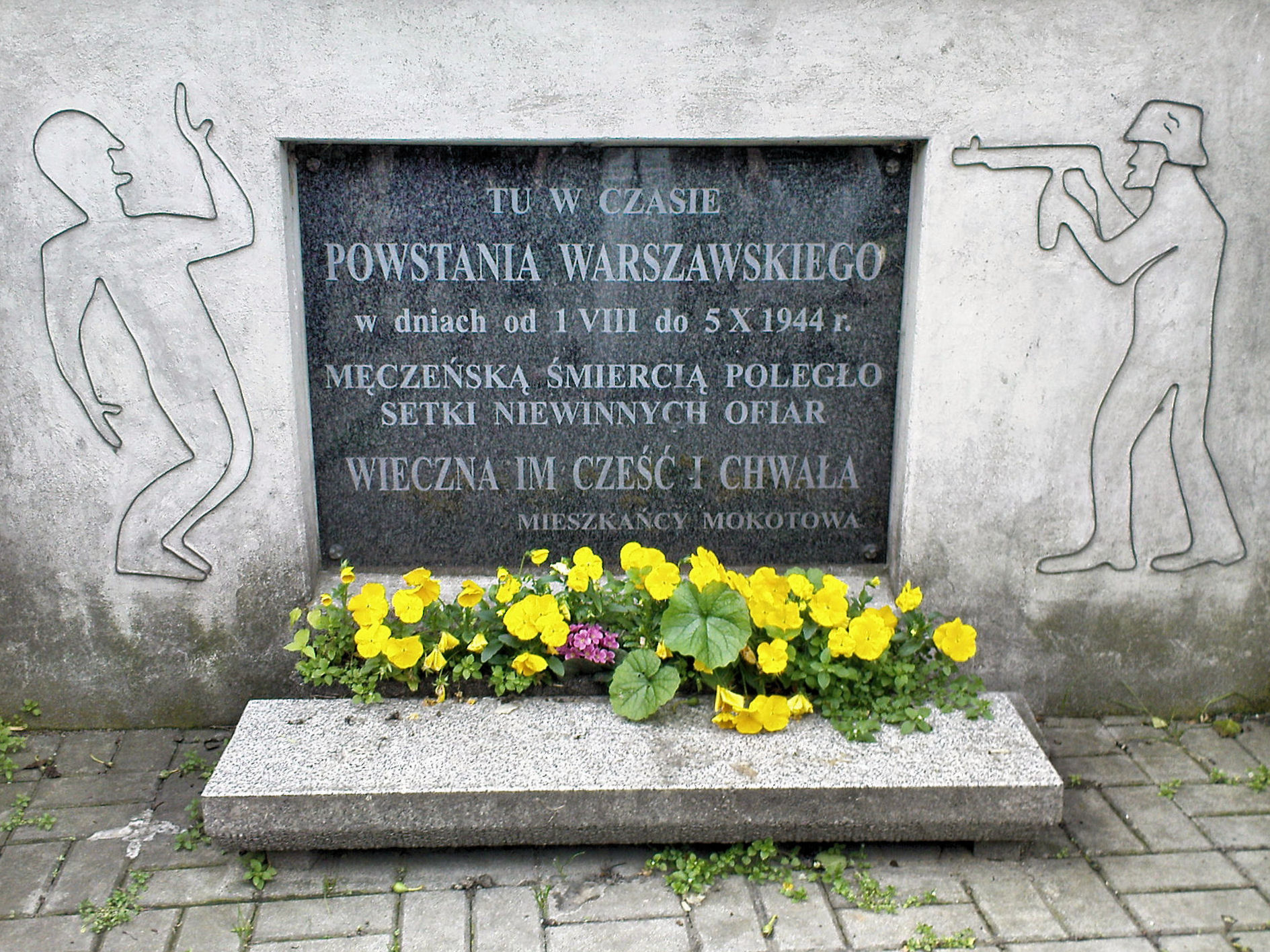
Lapide commemorativa alle vittime dell’esecuzione sulle scale in via Dworkowa

Il 3 agosto SS-Oberführer Geibel, dopo aver rinforzato con qualche carro armato il reparto di gendarmeria distrettuale di via Dworkowa, ordinò un’operazione diretta ad uccidere la popolazione civile nei dintorni di via Puławska. I gendarmi comandati dall’Oberleutnant Karl Lipscher realizzarono il piano terroristico, spostandosi lungo via Puławska in direzione sud. In via Szustra (oggi via Jarosława Dąbrowskiego) fucilarono circa quaranta abitanti delle case nn. 1 e 3. Successivamente raggiunsero via Boryszewska, sparando ai civili che scappavano; i corpi dei fucilati coprirono via Puławska e le sue traverse. Quel giorno fu uccisa la maggior parte degli abitanti delle case situate nel quadrilatero delle vie Puławska-Belgijska-Boryszewska-Wygoda. Vennero uccisi almeno 108 residenti di via Puławska: 69, 71 e 73/75, nonché alcune decine dei residenti di via Belgijska. Tra i morti c’erano tante donne e bambini. Inoltre, i tedeschi con i loro collaborazionisti ucraini sfollarono in via Puławska 49 e 51 più di centocinquanta persone, in maggioranza donne e bambini. I detenuti furono disposti in file per tre e portati verso la sede di gendarmeria in via Dworkowa. Quando la colonna fu arrivata sull’orlo della scarpata, alle scale che portavano in via Belwederska (oggi il parco Morskie Oko), i tedeschi spostarono i tralicci di filo spinato facendo credere che avrebbero consentito ai civili di entrare nella zona presidiata dagli insorti. Una parte del gruppo era già scesa dai gradini quando i gendarmi inaspettatamente aprirono il fuoco con le mitragliatrici. Vennero uccise ottanta persone circa, inclusi molti bambini. Durante l'esecuzione si distinse per crudeltà Edward Malicki (alias Maliszewski), che era impegnato come Volksdeutsch nella gendarmeria. Inoltre quel giorno alcuni avieri tedeschi uccisero nella casa in via Bukowińska 25 tra le dieci e le tredici persone.

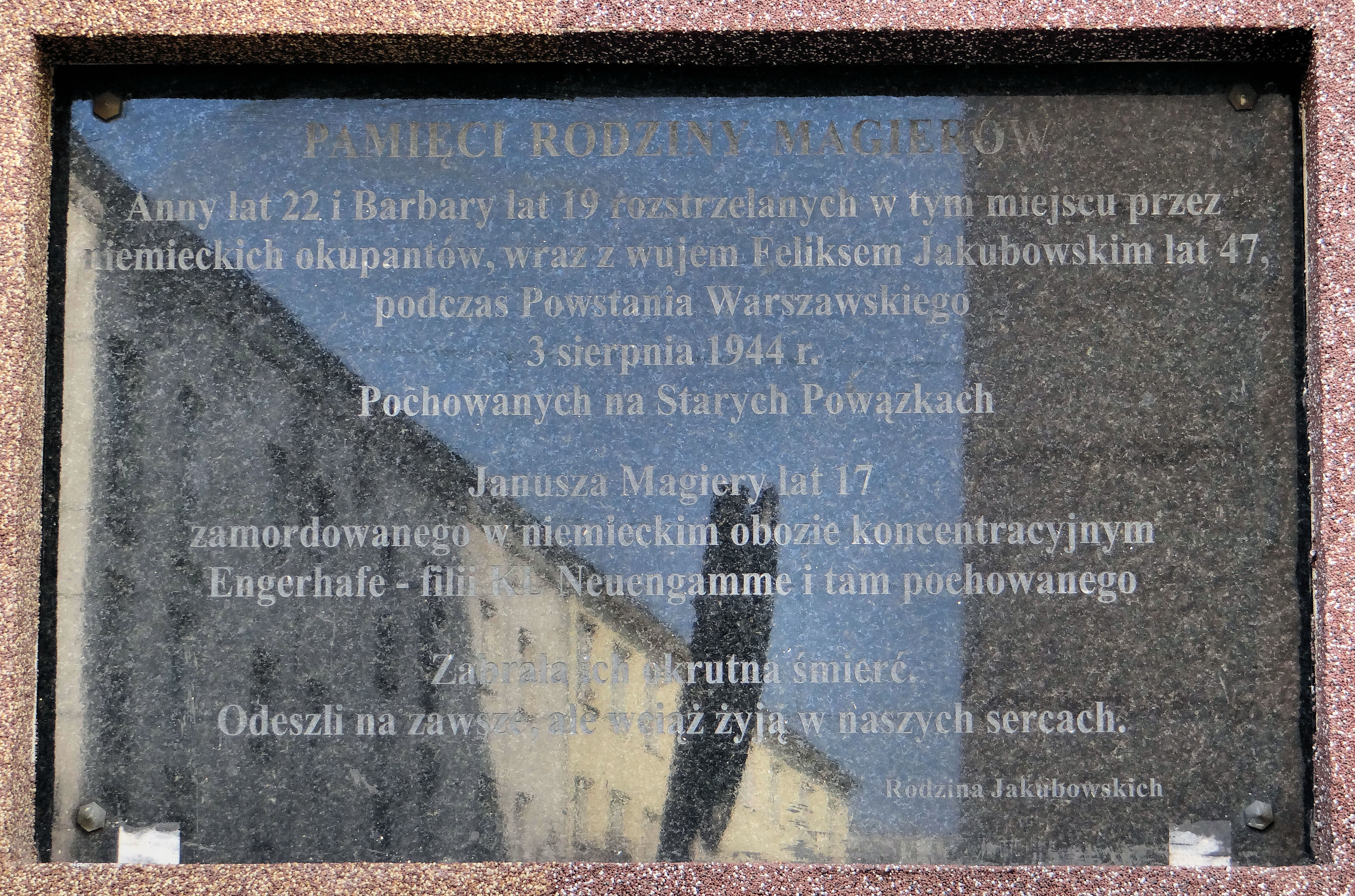
Lapide commemorativa ai membri della famiglia Magiera, uccisi durante l’esecuzione in via Puławska

La mattina del 4 agosto ebbe luogo un attacco fallito di due compagnie del reggimento "Baszta" al comando di gendarmeria in via Dworkowa. Respinti i rivoltosi, i tedeschi decisero di vendicarsi sui civili. I gendarmi di via Dworkowa, appoggiati dal reparto di collaborazionisti ucraini alloggiati nella scuola in via Pogodna, bloccarono completamente la piccola via Olesińska (situata di fronte al comando di gendarmeria). Centinaia dei residenti delle case ai nn. 5 e 7 furono radunate nelle cantine e poi uccise con le granate. Chi tentava di fuggire dalle cantine, trasformate in fosse comuni, venne ucciso a colpi di mitragliatrice. Il numero delle vittime è stimato dalle cento alle duecento persone. Si tratta di uno dei più gravi crimini commessi dai tedeschi in Mokotów durante la rivolta di Varsavia.
Il 4 agosto vennero rastrellate anche le aree adiacenti a via Rakowiecka. I militari delle SS della Stauferkaserne e gli avieri della caserma in via Puławska irruppero nelle case, lanciando granate e sparando alle persone che aprivano le porte. Vennero allora uccisi circa trenta abitanti nelle case ai nn. 5, 9 e 15 di via Rakowiecka ed almeno venti residenti ai numeri 19/21 e 23 di via Sandomierska. Gli avieri abbandonarono due donne ferite in un palazzo in fiamme, lasciando che bruciassero vive.
Anche il 5 agosto i tedeschi commisero molti crimini contro i civili di Mokotów. La sera i militari delle SS e poliziotti provenienti dalla sede della Sicherheitspolizei in viale Szucha circondarono la zona situata tra le vie Puławska-Skolimowska-Chocimska e il mercato di Mokotów. Poi uccisero circa cento abitanti delle case in via Skolimowska 3 e 5 nonché circa ottanta abitanti di via Puławska 11. Fra le vittime si trovarono alcuni rivoltosi nascosti in questi luoghi, compreso il capitano Leon Światopełk-Mirski "Leon", capo della III Regione del V Distretto dell'AK "Mokotów". Le salme dei fucilati vennero cosparse di benzina e bruciate. Lo stesso giorno gli avieri tedeschi uccisero anche 10-15 persone nascoste nel rifugio in via Bukowińska 61.
Nei giorni seguenti i tedeschi continuavano a incendiare le case e a sfollare la popolazione dalle zone occupate di Mokotów. Ebbero luogo anche fucilazioni di civili. L’11 agosto vennero uccisi circa venti residenti del palazzo in Aleja Niepodległości 132/136 (tra cui molte donne). Il 21 agosto furono fucilati circa trenta abitanti della casa in via Madalińskiego 39/43 e il giorno seguente sette abitanti di via Kielecka 29A. Secondo alcuni resoconti tra l’agosto e il settembre del 1944, nell'area dei giardini di via Rakowiecka, i tedeschi avrebbero fucilato quasi sessanta civili, tra cui donne, anziani e bambini.

### Crimini nell’area dellaStauferkaserne

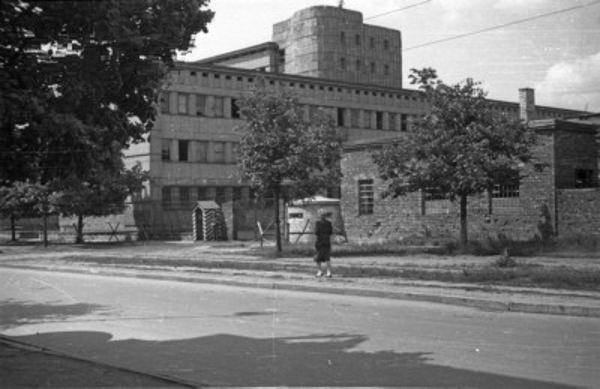
Stauferkaserne; vista dalla parte di via Rakowiecka, angolo di via Kazimierzowska

Dal 2 agosto i tedeschi espulsero dalle zone di Mokotów occupate i cittadini polacchi lì residenti. L'enorme caserma delle SS in via Rakowiecka 4 (la cosiddetta SS-Stauferkaserne) fu allora convertita in carcere provvisorio. La gran parte dei prigionieri era costituita da uomini, che erano tenuti in ostaggio e sottoposti alla disciplina rigorosa dei campi di concentramento. I polacchi detenuti nella Stauferkaserne versavano in condizioni disumane e subivano trattamenti brutali. Ricevevano razioni di cibo ridotte al minimo (per esempio, il primo gruppo di prigionieri ricevette cibo dopo un'intera giornata) e venivano regolarmente picchiati. I detenuti erano costretti a lavori estenuanti, che includevano, tra le altre cose: pulire le latrine a mani nude, smantellare le barricate degli insorti, lavare carri armati, seppellire cadaveri, fare lavori di sterro nell’area della caserma (come scavare fossati di collegamento), pulire le strade, spostare e caricare su veicoli i beni sottratti dai tedeschi. Molti di questi lavori erano diretti solo a umiliare e sfiancare i detenuti. Le condizioni di vita e di lavoro durissisme condussero presto al totale deperimento dei detenuti, tra cui scoppiò un'epidemia di dissenteria.
Durante la rivolta i tedeschi uccisero nella Stauferkaserne almeno cento polacchi. Tra le altre cose, il 3 agosto i tedeschi scelsero a caso tra i detenuti circa quarantacinque uomini, che fecero uscire in tre gruppi di quindici persone e fucilarono fuori dalla caserma. Il giorno seguente furono uccisi circa quaranta uomini della casa situata all’angolo di via Narbutta e Aleja Niepodległości. Nella zona della caserma spesso ebbero luogo esecuzioni individuali, di solito per ordine dell’SS-Obersturmführer Patz. Ci fu anche un caso di impiccagione pubblica di uno dei detenuti. Oltre a ciò, una parte degli uomini della Stauferkaserne venne deportata con i camion della Gestapo in un luogo sconosciuto, dove le loro tracce si persero; probabilmente furono uccisi vicino alla sede della SiPo in viale Szucha. Le donne di Mokotów trattenute nella caserma furono invece usate come scudo umano per i carri armati che avanzavano in direzione delle barricate dei rivoltosi.

## "Pacificazione" di Sadyba
Dal 19 agosto, l'osiedle di Sadyba era presidiato dai reparti dell'AK provenienti da Lasy Chojnowskie. Sadyba, essendo nelle mani polacche, proteggeva da sud le posizioni degli insorti in Mokotów Inferiore (in polacco: Dolny Mokotów). Il generale Günther Rohr, capo delle forze tedesche nei quartieri di Varsavia sud, ottenne dall’SS-Obergruppenführer Bach ordine di conquistare Sadyba, che sarebbe stato il primo passo per respingere gli insorti dalle rive della Vistola. Perciò dal 29 agosto i reparti tedeschi attaccarono Sadyba. La zona venne intensamente bombardata dall’aviazione tedesca e colpita dall’artiglieria pesante. Il 2 settembre i reparti di Rohr, attaccando da diverse parti, riuscirono a conquistare completamente Sadyba. Circa duecento difensori vennero uccisi. Solo pochi soldati dell'AK riuscirono a ritirarsi nell’area di Mokotów ancora controllata degli insorti.
Dopo aver conquistato Sadyba, i tedeschi uccisero tutti gli insorti fatti prigionieri; i feriti furono soppressi. La popolazione civile fu vittima di vari crimini. I soldati tedeschi, soprattutto quelli dai gruppi appiedati della Luftwaffe, lanciarono granate nelle cantine in cui si nascondevano civili e procedettero a esecuzioni sommarie non solo dei giovani uomini sospettati di partecipare alla rivolta, ma anche di donne, anziani e bambini. In una delle fosse comuni vennero più tardi trovati i corpi di otto donne nude che avevano le mani legate con filo spinato. Caduta Sadyba, furono tra l’altro uccisi almeno ottanta abitanti delle vie Podhalańska, Klarysewska e Chochołowska. Una delle vittime di questa strage fu Józef Grudziński, attivista del movimento popolare e vicepresidente del Consiglio di Unità Nazionale (Rada Jedności Narodowej) clandestino. Dalle dichiarazioni dei testimoni risulta che i soldati tedeschi che uccidevano la popolazione di Sadyba si richiamavano agli ordini del comando di eliminare tutti gli abitanti di Varsavia.
Alla fine i tedeschi radunarono nel Forte di Piłsudski (in polacco: Fort Piłsudskiego o Fort Cze) alcune migliaia di civili superstiti, che furono salvati dall'esecuzione dall’intervento di un generale tedesco. Si trattava probabilmente dello stesso SS-Obergruppenführer Bach, che quel giorno scrisse sul suo diario di aver viaggiato «assieme a migliaia di prigionieri e civili» facendo «discorsi ferventi» nei quali garantiva loro la vita. Tuttavia, nella zona del forte vennero uccisi numerosi giovani uomini sospettati di aver partecipato alla rivolta.

## Caduta di Mokotów

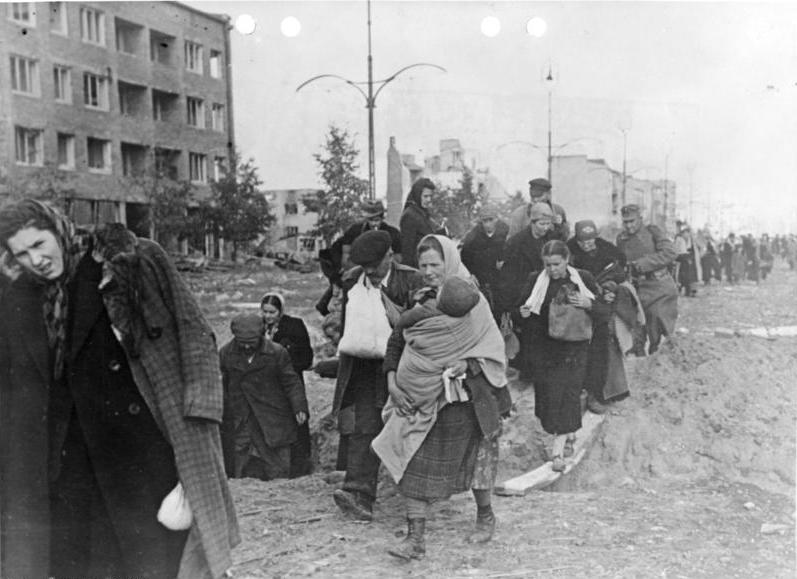
Popolazione civile espulsa da Mokotów

Il 24 settembre 1944 i reparti tedeschi lanciarono un'offensiva generale contro Mokotów Superiore (in polacco: Górny Mokotów). Dopo quattro giorni di combattimenti intensi, il quartiere cadde in mano ai nemici. Come in altri quartieri di Varsavia, i soldati tedeschi uccisero il personale medico e i feriti negli ospedali degli insorti che essi conquistarono. Il 26 agosto vennero fucilati oppure bruciati vivi più di dieci feriti dell’ospedale per insorti in via Czeczota 17 e nel posto di medicazione in via Czeczota 19. Lo stesso giorno i tedeschi fucilarono l’infermiera Ewa Matuszewska detta "Mewa" (lo pseudonimo in italiano significa "Gabbiano") all’ospedale per insorti in viale Niepodległości 117/119; un numero sconosciuto di feriti venne ucciso con le granate. Dopo la resa di Mokotów (il 27 settembre) l’SS-Obergruppenführer Bach garantì l'incolumità agli insorti che erano stati fatti prigionieri. Malgrado ciò, i nazisti uccisero una quantità sconosciuta di polacchi gravemente feriti collocati nelle cantine delle case in via Szustra (un tratto tra le vie Bałuckiego e Puławska) e incendiarono l’ospedale in via Puławska 91, causando la morte di più di venti persone.
I tedeschi espulsero brutalmente gli abitanti delle zone conquistate di Mokotów, abbandonandosi a saccheggi e incendi dolosi. In via Kazimierzowska vennero fucilati oltre settanta uomini sospettati di partecipare alla rivolta. Finita la battaglia, i tedeschi radunarono all’ippodromo di Służewiec la popolazione civile assieme agli insorti feriti e li deportarono al campo transitorio di Pruszków.

### Esecuzione in via Dworkowa

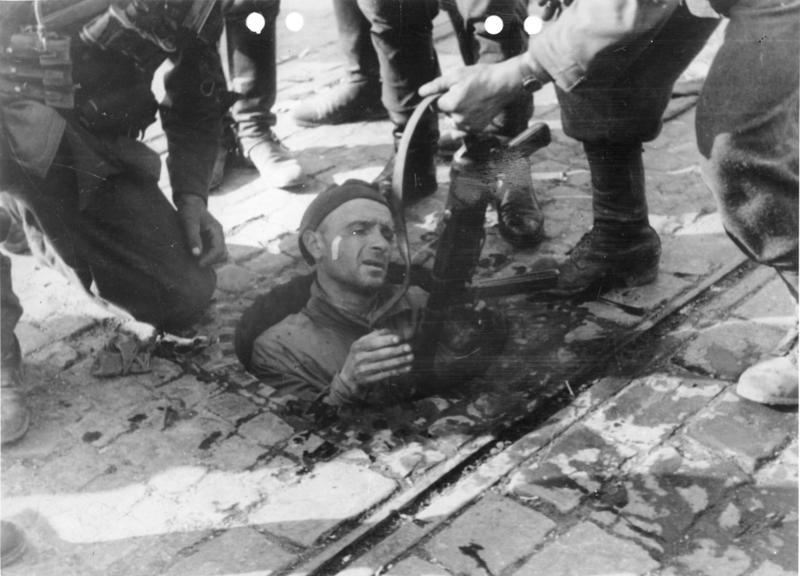
Uno degli insorti catturato nei dintorni di via Dworkowa

Pochi giorni dell’assalto tedesco bastarono per capire che, a causa della superiorità del nemico, la caduta del quartiere era inevitabile. La sera del 26 settembre per ordine del capo della difesa di Mokotów, il tenente colonnello Józef Rokicki "Daniel", i reparti della X Divisione di Fanteria dell'AK iniziarono l’evacuazione tramite i canali fognari di Śródmieście, quartiere che apparteneva ancora agli insorti polacchi.
Durante quest’evacuazione caotica una parte degli insorti si perse nelle fognature e, dopo alcune decine di ore di una marcia faticosa, uscì da un tombino sulla zona occupata dai tedeschi. Gli insorti catturati vennero allora portati insieme ai civili al comando di gendarmeria in via Dworkowa. Lì i tedeschi separarono i civili e alcune infermiere e donne staffetta dal resto dei prigionieri e ordinarono ai soldati dell'AK di inginocchiarsi davanti alla recinzione sul bordo della vicina scarpata. Dopo che uno degli insorti, non reggendo la tensione, ebbe provato a strappare un’arma da una guardia tedesca, gli agenti della Schutzpolizei fucilarano tutti i soldati dell'AK catturati. Circa centoquaranta prigionieri furono vittime del massacro.
Altri novantotto insorti, catturati dopo esser usciti dai canali fognari, vennero fucilati in via Chocimska. Prima dell’esecuzione i tedeschi torturarono i prigionieri forzandoli a stare inginocchiati con le mani alzate e colpendoli con il calcio dei fucili.

## Responsabilità dei colpevoli
L’8 agosto 1944, quindi ancora durante la rivolta, i soldati dell'AK catturarono per caso l’SS-Untersturmführer Horst Stein, il quale aveva condotto il massacro in via Olesińska quattro giorni prima. Stein fu portato davanti alla corte marziale degli insorti e in seguito condannato a morte. La sentenza fu eseguita.
Nel 1954 il Tribunale del Voivodato per la città di Varsavia condannò all’ergastolo l’SS-Brigadeführer Paul Otton Geibel, che aveva ufficialmente comandato i reparti delle SS e polizia, colpevoli di numerosi crimini in Mokotów nei primi giorni dell’agosto del 1944. Il 12 ottobre 1966 Geibel si suicidò nel carcere di Mokotów. Il dottor Ludwig Hahn, comandante dell’SD e della polizia di sicurezza a Varsavia, che aveva diretto i tedeschi insieme a Geibel durante la difesa del "distretto di polizia" (in polacco: "dzielnica policyjna"), visse per molti anni ad Amburgo sotto il suo vero nome. Venne rinviato a giudizio solo nel 1972 e, dopo un anno di processo, condannato a dodici anni di reclusione; durante la revisione del processo la giuria di Amburgo riformò quel verdetto commutandolo nell’ergastolo (1975). Hahn però uscì di prigione nel 1983; tre anni più tardi morì.
Nel 1980 un tribunale a Colonia dichiarò l’SS-Obersturmführer Martin Patz, comandante del 3º battaglione di scorta dei granatieri corazzati delle SS, colpevole dell’omicidio di seicento detenuti della prigione di Mokotów e lo condannò a nove anni di reclusione. Karl Misling, giudicato nello stesso processo, ricevette una condanna a quattro anni.

## Osservazioni
1. ↑  Insieme ai morti furono allora bruciati vivi anche i gravemente feriti che si trovavano ancora sul posto della strage.
2. ↑  L’edificio anteguerra del Corpo di Stato Maggiore dell’Esercito Polacco.
3. ↑  In quel periodo chiamata anche il "Giardino Città Czerniaków" (in polacco: "Ogród Miasto Czerniaków")